# International Order of the Rainbow for Girls

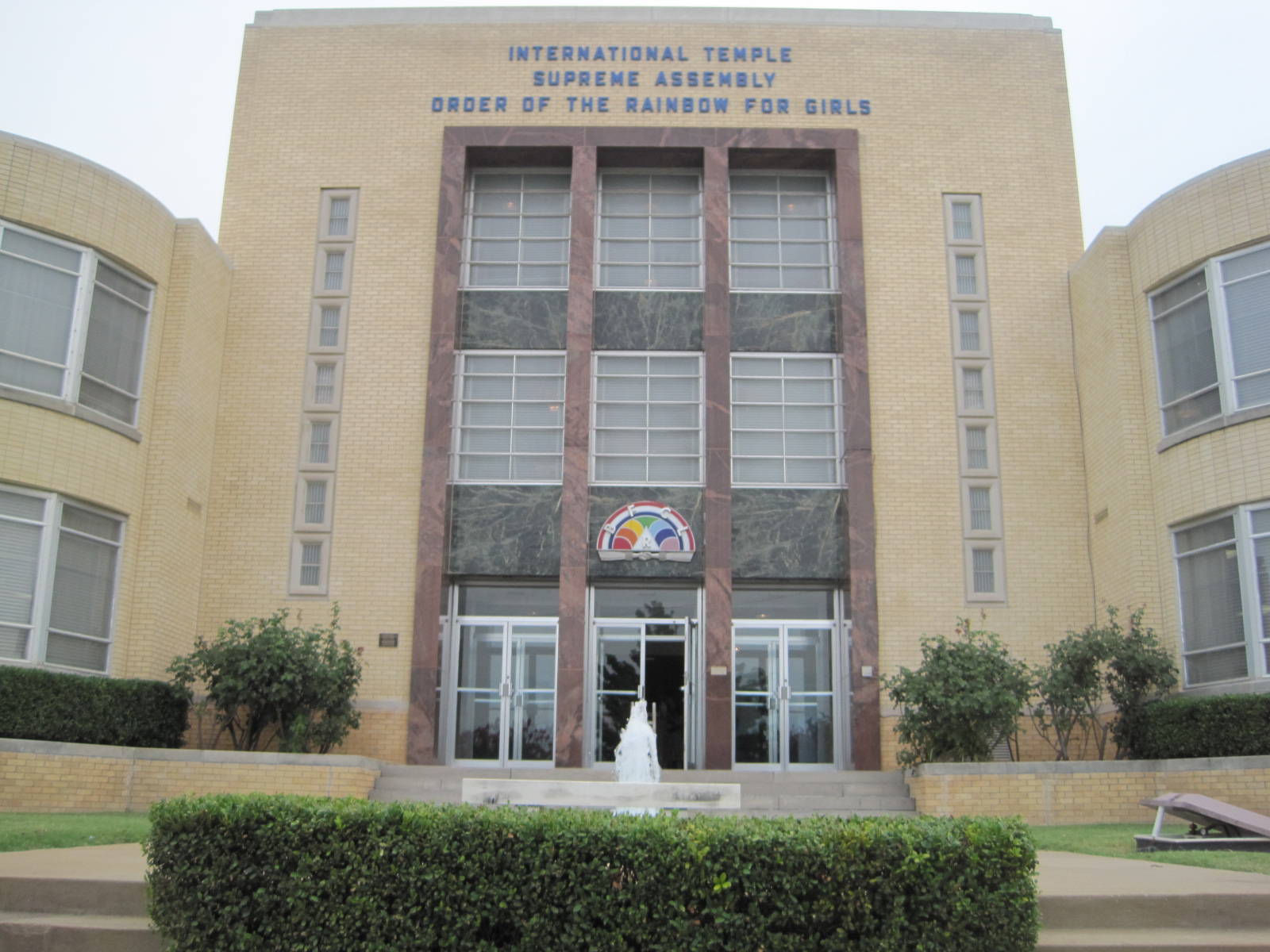
Façade du Temple de McAlester abritant l'International Order of the Raimbow for Girls

International Order of the Rainbow for Girls est un organisme maçonnique féminin et un mouvement de jeunesse américain fondée en 1922.

## Historique
L'ordre fut créé en 1922 par le révérend W. Mark Sexson, un franc-maçon, qui fut invité à s'adresser à une assemblée de l'Order of the Eastern Star à McAlester (Oklahoma). Ayant étudié l'Ordre de DeMolay durant ses activités maçonniques, il suggéra qu'un ordre similaire pour filles serait bénéfique. La première volée d'initiations consista en une classe de 171 filles le 6 avril 1922, dans l'auditorium du Rite écossais ancien et accepté au temple de McAlester.